# ريناتو ريس
ريناتو ريس هو لاعب كرة قدم برتغالي، ولد في 16 نوفمبر 1990 في Aguiar (Barcelos) ‏ في البرتغال. لعب مع نادي ريبيراو ونادي سانتا ماريا.

## وصلات خارجية
- ريناتو ريس على موقع قاعدة بيانات كرة القدم.إي يو (الإنجليزية)
- ريناتو ريس على موقع Soccerway.com (الإنجليزية)